# Suite A
La Suite A de la NSA es un conjunto de métodos criptográficos secretos no publicados y clasificados (seguridad por oscuridad) que pueden ser usados para proteger información sensible del máximo nivel. Contiene algoritmos clasificados que solo están desplegados en dispositivos controlados. Dado que estos algoritmos son secretos, el uso de estos dispositivos que los incluyen es muy limitado, ya que además de proteger la información, los algoritmos deben estar protegidos también.
Su uso establece barreras a la colaboración entre entidades afines al gobierno de Estados Unidos como gobiernos estatales/locales o socios en coaliciones militares. Para estos menesteres la NSA estableció la Suite B que posteriormente ha sido reemplazada por la Suite CNSA
Los algoritmos de la Suite A están certificados por la NSA para uso en securizar información clasificada del Gobierno federal de los Estados Unidos. Por tanto puede ser usada en productos de Tipo 1. Los productos con esta certificación cumplen l

## Algoritmos
La Suite A incluye algoritmos como:
- FIREFLY (protocolo de intercambio de claves) y Enhanced Firefly.[4]
- MEDLEY.[4]
- BATON.[4]
- SAVILLE (para cifrado de voz).[4]
- WALBURN.[4]
- JOSEKI.[4]
- SHILLELAGH.[4]
- KEESEE[5] (para dispositivos alimentados por baterías[6]).
- Crayon[5] (para dispositivos alimentados por baterías[6]).
- Walburn[5] (para dispositivos alimentados por baterías[6]).
- Weasel.[6]
- GoodSpeed[5] (Telemetría seguimiento y telemando[6]).
- Accordion.[5]
- Padstone.[5]
- CDL 1 y CDL 2.[6]
- FFC.[6]